# Kružlová
Kružlová és un poble i municipi d'Eslovàquia a la regió de Prešov.

## Història
La primera referència escrita de la vila data del 1414.

## Demografia
| Godina             | 1994 | 2004   | 2014    | 2024    |
| ------------------ | ---- | ------ | ------- | ------- |
| Nombre de persones | 522  | 566    | 684     | 753     |
| Diferència         |      | +8,42% | +20,84% | +10,08% |

| Godina             | 2023 | 2024 |
| ------------------ | ---- | ---- |
| Nombre de persones | 753  | 753  |
| Diferència         |      | +0%  |